# Alcyonium fulvum
Alcyonium fulvum är en korallart som först beskrevs av Forskål 1775.  Alcyonium fulvum ingår i släktet Alcyonium och familjen läderkoraller. Inga underarter finns listade i Catalogue of Life.